# Ож-Сен-Медар
Ож-Сен-Меда́р (фр. Auge-Saint-Médard) — коммуна во Франции, находится в регионе Пуату — Шаранта. Департамент — Шаранта. Входит в состав кантона Руйак. Округ коммуны — Коньяк.
Код INSEE коммуны — 16339.
Коммуна Ож-Сен-Медар была образована в 1994 году в результате объединения коммун Ож и Сен-Медар.
Коммуна расположена приблизительно в 390 км к юго-западу от Парижа, в 90 км южнее Пуатье, в 30 км к северо-западу от Ангулема.

## Население
Население коммуны на 2008 год составляло 312 человек.
| 1962 | 1968 | 1975 | 1982 | 1990 | 1999 | 2008 |
| ---- | ---- | ---- | ---- | ---- | ---- | ---- |
| 178  | 156  | 156  | 157  | 147  | 306  | 312  |

## Администрация
| Период | Период | Фамилия         | Партия                  | Примечания |
| ------ | ------ | --------------- | ----------------------- | ---------- |
| 2001   | 2008   | Кристиан Лежрон | Социалистическая партия |            |
| 2008   |        | Робер Лезаж     | Социалистическая партия |            |

## Экономика
В 2007 году среди 186 человек в трудоспособном возрасте (15—64 лет) 113 были экономически активными, 73 — неактивными (показатель активности — 60,8 %, в 1999 году было 72,5 %). Из 113 активных работали 101 человек (52 мужчины и 49 женщин), безработных было 12 (3 мужчины и 9 женщин). Среди 73 неактивных 12 человек были учениками или студентами, 39 — пенсионерами, 22 были неактивными по другим причинам.

## Фотогалерея

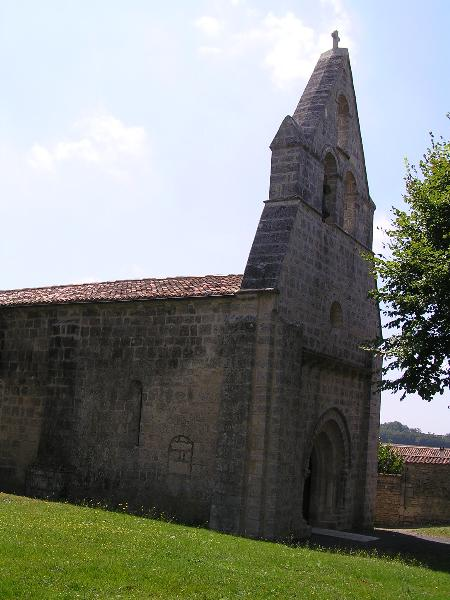
Церковь Ож
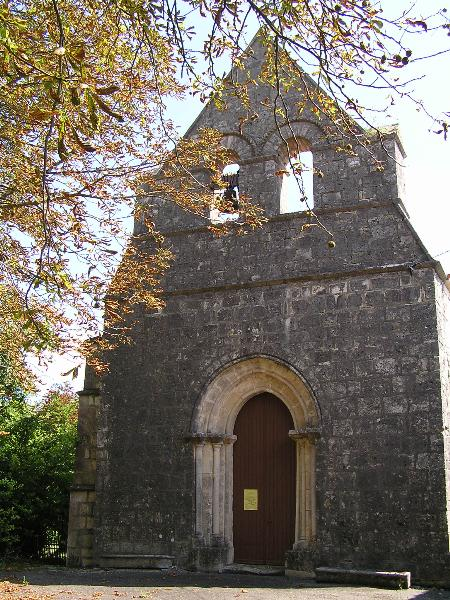
Церковь Сен-Медар
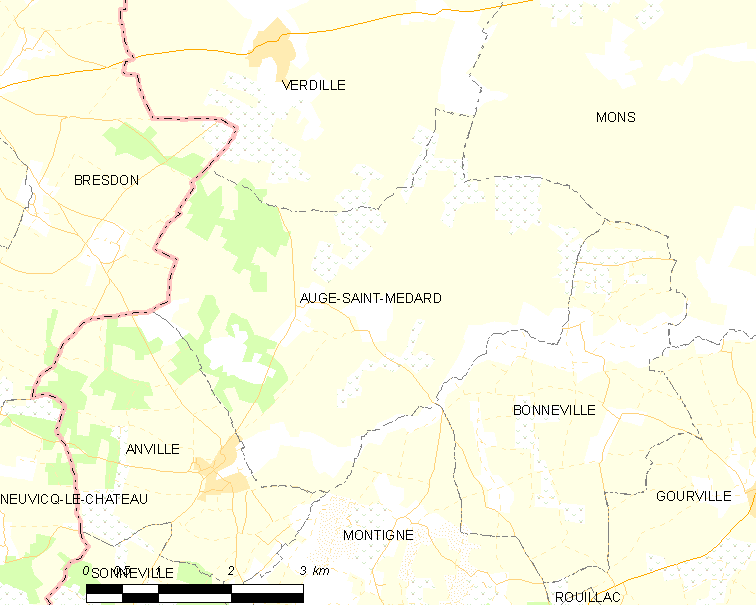
Карта коммуны